# Bulbophyllum expallidum
Bulbophyllum expallidum là một loài phong lan thuộc chi Bulbophyllum.